# Jožef Smej
Jožef Smej (Bagonya 1922. február 15. – Lenart. 2020. november 21.) római katolikus szlovén pap, teológus, a Maribori főegyházmegye segédpüspöke. A Muravidékről származik, id. Szmej József és Oslay Anna gyermekeként született Bagonyán. Testvérei Ana és Ivan Smej voltak. Két évvel idősebb bátyja, Ivan katonaként a keleti frontra került a második világháborúban, ahol nyoma veszett.
Jožef Smej tanulmányai egy részét Magyarországon, Szombathelyen végezte és perfekt magyar nyelvtudással bír. 1944. november 8-án szentelték pappá: Maribor városába nevezték ki. 1983. április 15-én az egyházmegye püspökévé nevezték ki.
2005-ben két alkalommal is járt Magyarországon, egyszer június 13-án Zalavárott, ahol Kocelj alsó-pannoniai fejedelem emlékművét áldotta meg, majd Apátistvánfalván, az ottani Harding Szent István-templomban, ahol az 1785 és 2001 között ott szolgált lelkipásztorok emléktábláját szentelte fel.
Külföldi regények tolmácsolását is végezte többek között. Szlovén nyelvre fordította egyebek mellett Gárdonyi Géza Isten ostora c. regényét.
Utolsó éveit egy kis kelet-szlovéniai város Lenart nyugdíjasotthonában töltötte. A COVID–19-es (korona) vírus által kialakult szövődmények következtében halt meg. Szülőfalujában, Bagonyán helyezték örök nyugalomra.